# Maureen O’Sullivan (Politikerin)

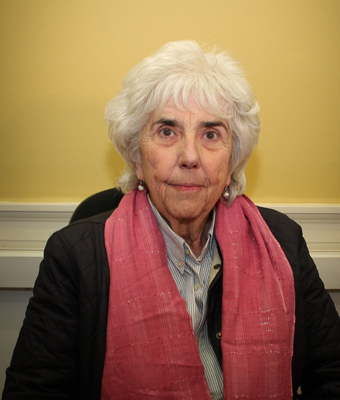
Maureen O’Sullivan (2019)

Maureen O’Sullivan (irisch Máirín Ní Shúilleabháin, * 10. März 1951 in East Wall, Dublin) ist eine irische Politikerin, die von 2009 bis 2020 Abgeordnete (Teachta Dála) für Dublin Central im Unterhaus des irischen Parlaments war.

## Leben
O’Sullivan studierte am University College Dublin und war danach als Lehrerin für Geschichte und Englisch und Beratungslehrerin an einer Schule in Baldoyle tätig.
Sehr lange unterstützte sie Tony Gregory. 2008 rückte sie in den Dublin City Council nach und als Gregory 2009 starb, konnte sie bei der Nachwahl im Wahlkreis Dublin Central einen Sitz im Dáil Éireann erlangen. Sie trat jeweils als Unabhängige an. Bei den Wahlen 2011 und Wahlen 2016 konnte sie ihren Wahlerfolg wiederholen. Ihre Kandidatur als Ceann Comhairle, der Parlamentspräsidentin, war nicht erfolgreich.
Anfang 2020 kündigte sie an, nicht mehr bei den Wahlen 2020 anzutreten.